# Parthenope chondrodes
Parthenope chondrodes is een krabbensoort uit de familie van de Parthenopidae. De wetenschappelijke naam van de soort is voor het eerst geldig gepubliceerd in 1994 door Davie & Turner.